# Pierre Alechinsky
Pierre Alechinsky (Sint-Gillis, Brussel, 19 oktober 1927) is een Belgisch kunstschilder en grafisch kunstenaar.

## Leven
Alechinsky volgde van 1944 tot 1948 een opleiding in de toegepaste grafische kunsten, (boek)illustratie, typografie en fotografie aan de École nationale supérieure des arts visuels (ENSAV), voorheen de École nationale supérieure d'Architecture et des Arts décoratifs (ENSAAD - la Cambre) (Ter Kameren) te Brussel. Hij ontdekte in 1945 het werk van Henri Michaux en Jean Dubuffet en ontwikkelde een vriendschap met de kunstcriticus Jacques Putman, die verscheidene werken aan Alechinsky wijdde. In 1947 startte hij zijn schildercarrière en sloot hij zich aan bij De Jonge Belgische Schilderkunst en had ook zijn eerste solotentoonstelling te Brussel.
Op 8 november 1948 werd te Parijs de kunstenaarsgroepering Cobra opgericht. Alechinsky ontdekte deze groep tijdens een bezoek aan de internationale tentoonstelling van experimentele kunst 'La fin et les moyens', in maart 1949 te Brussel en werd meteen lid van de groep. Samen met Christian Dotremont vormde Alechinsky de drijvende kracht achter de Belgische afdeling van Cobra. Samen met de beeldhouwers Olivier Strebelle en Reinhoud was hij ook de organisator van het gemeenschapshuis 'Les ateliers du Marais', dat een trefpunt was voor vele Cobrakunstenaars. Hij nam deel aan de beide Cobratentoonstellingen, in 1949 en 1951. Hij kreeg in 1950 de Prijs van de "Jeune Peinture Belge".
De laatste, gehouden in Luik, werd zelfs door Alechinsky georganiseerd. Hij hield zich in deze periode echter dusdanig bezig met de organisatie van allerlei Cobra-evenementen en met de redactie van het tijdschrift van de Cobrabeweging, dat hij zelf zeer weinig produceerde. Zijn productie kwam pas goed op gang na het uiteenvallen van Cobra.
In 1951 vertrok Alechinsky naar Parijs om er bij Stanley William Hayter in het 'Atelier 17' de graveerkunst en druktechnieken te bestuderen. Vanaf 1951 helde zijn werk over naar het expressionisme, waar het daarvoor vooral beïnvloed was geweest door het surrealisme. In Parijs maakt hij kennis met kunstenaars als Alberto Giacometti, Bram van Velde en Asger Jorn. In 1954 had hij zijn eerste tentoonstelling te Parijs, in de galerie Nina Dausset. Tijdens de eerste helft van de jaren 50 werd zijn werk steeds vrijer en kan men abstracte aanzetten in de belijning zien.
In 1954 kwam Alechinsky in contact met de Chinese schilderkunst via de Chinese schilder Walasse Ting, die zijn werk sterk zou beïnvloeden. Naast de Chinese invloed had de Japanse kunst een belangrijke invloed. Daarnaast begon hij ook een interesse te vertonen voor oosterse kalligrafie. Dit blijkt onder andere uit de documentaire film 'Calligraphie japonaise' die hij in 1955 te Kioto draait.  Hij begon te schilderen op grote papieren vellen die op de grond lagen. Sinds 1952 onderhield hij een correspondentie met de Japanse kalligraaf Shiryu Morita. Op deze manier probeerde Alechinsky een brug te slaan tussen de Oosterse en de Westerse kunst.
Zijn internationale faam groeide gestaag. Alechinsky had zijn eerste grote tentoonstelling in het Museum voor Schone Kunsten te Brussel in 1955. Verder had hij tentoonstellingen in Londen (1958), in de Kunsthalle van Bern (1959), op de Biënnale van Venetië in 1960 in het Belgisch paviljoen, in Pittsburgh en in het Stedelijk Museum van Amsterdam in 1961, in New York en in het Deense Silkeborg (1963). Vanaf de jaren zestig tot vandaag werden over de hele wereld vele tentoonstellingen aan Alechinsky's werk gewijd. In 2000 eerde het PMMK in Oostende hem met een retrospectieve. In 1999 en in 2002 worden Micky en Pierre Alechinsky eregasten in de toenmalige galerieruimte en in het pand "Rossaert' van kunsthandelaar Ronny Van de Velde te Antwerpen. De schilder-fotograaf Guy Donkers portretteert er in 1999 de schilders Pierre Alechinsky en Walasse Ting samen. Eind 2007 tot in het voorjaar van 2008 wijdde het KMSKB te Brussel een retropectieve aan het werk van Pierre Alechinsky, die zo meteen geëerd werd voor zijn tachtigste verjaardag en zijn verdiensten als multidisciplinair kunstenaar.
In 1963 verhuisde hij zijn atelier naar Bougival, dicht bij Parijs, waar André Breton hem kwam bezoeken. In 1965 nam hij deel aan de laatste grote surrealistische tentoonstelling L'Ecart Absolu te Parijs in de galerie de l'Oeil. In 1969 organiseerde hij een retrospectieve tentoonstelling te Brussel. Daarin toonde hij op overtuigende wijze aan dat, hoewel zijn werk een fundamentele verwantschap bewaart met dat van Jorn, Alechinsky toch een persoonlijke taal en stijl wist te verwerven in de post-cobra tijd. In 1977 werd Alechinsky onderscheiden met de Andrew W. Mellon-prijs voor zijn aandeel in de moderne kunst. In 1983 werd hij professor in de schilderkunst aan de École des Beaux Arts te Parijs.
In 1994 ontving hij een eredoctoraat van de Vrije Universiteit Brussel. Impressies van Alechinsky's werken werden in 1995 en 2012 uitgebracht als onderwerp op Belgische postzegels. De Franse post gaf in 1985 en vervolgens in 1992 ook postzegels uit met een afbeelding van zijn werk. De Franse postzegels zijn net fijne kunstwerkjes op zich, het is gedrukt in een verfijnde druktechniek (voelbare lijntjes van de etstechniek).
Ter gelegenheid van zijn tachtigste verjaardag in 2007 brachten de Koninklijke Musea voor Schone Kunsten van België te Brussel hulde aan hem door middel van een overzichtstentoonstelling van zijn 60-jarige carrière.
Alechinsky is ook actief als schrijver. Zo werden zijn teksten gebundeld in De andere hand, in een vertaling van Hugo Claus en Freddy De Vree.

## Werk
Alechinsky combineerde meerdere technieken in zijn werk. Zo combineerde hij aquarel en schetsen. Zijn werk werd in de tweede helft van de jaren 50 trouwens meer bewogen. Hij bracht zijn verf ook steeds dikker op het doek aan. Zijn doeken werden bedekt met massa's verf in groene, blauwe, witte en grijze tinten. Zo bereikte zijn werk in de laten jaren 50 een grotere vrijheid (zowel in vorm als in kleur) en verschijnen er ook fabelwezens in zijn werken.
Karel J. Geirlandt schreef in zijn uitgebreide artikel het volgende over Alechinsky's kunst:
"Welke zijn de kenmerken van zijn kunst ? Vooreerst een handschrift dat zich over het doek beweegt zoals een horzel tegen een glasraam. De lijn bepaalt het verloop van het gebeuren en bevestigt de prioriteit van de tekening. Alechinsky is een uitzonderlijk tekenaar die met penseel of ganzeveer en inkt wonderen verricht van teken- en vertelkunst. Er is bij hem iets van een cartoonist en van een meester in het schrijven van ondeugende en olijke kortverhalen. Titels als Ik herinner mij zeer goed, Ga een doosje lucifers voor me halen, Alsof het zo gewichtig is, Kerel ik zeg het nooit anders, dat is allemaal abstracte schilderkunst, Schrijf het woord leeuw wijzen op zijn humor en op zijn Latijnse voorliefde voor de boutade, het jeu de mots, de calembour, de saillie, het quidproquo enz. Als vanzelfsprekend wordt de inkt van het geschrift het uitverkoren middel voor de tekening, zoals uit de voorliefde voor de tekening het verlangen ontstaat 'te schilderen zoals ik teken'. Zijn inktschilderingen op gekreukt papier behoren tot het heerlijkste uit zijn oeuvre. Inkt en kleur vindt men verbonden in zijn evocatie van 'Violet : herinneringen aan de school. De inktpot gelijk met de rand van de lessenaar, zijn geur, zijn viezigheid'. Terloops : Alechinsky is linkshandig, hij leerde op school met de rechterhand schrijven. Is de tekening de weerwraak van de linkerhand op het onbeholpen handschrift van de rechterhand ? Een commentaar van Alechinsky overtuigt ons van de vreugde die het tekenen hem bezorgt : 'Een vlek, een lijn ontpopt zich als een gedrocht, met opengesperde muil en een tong die in een stukje calligrafie verandert'."
In 1955 verbleef Alechinsky in Japan en bestudeerde er de kalligrafie. Hij draaide daarover zelfs een film. Wat hem het meest trof was hun lichaamshouding tijdens het werk. Sindsdien legde hij papier of een doek op de grond en werkte gebogen staande over het werk. Daardoor waren zijn arm en hand volledig los en vrij in hun bewegingen. Een ander kenmerk van zijn werk is de ganzenbordcompositie. Daarin verdringen de figuren zich in de bochten van de kronkelende lijn. Zij verspreiden zich over het ganse oppervlak of omringen, zoals in zijn jongste werken, een centrale tekening. Ten slotte is het Ensor-palet typisch. Dat zijn de dunne verflaag, zijn transparante en frisse kleuren. Geirlandt schreef ook: "Deze commentaar heeft de nadruk gelegd op het speelse karakter van het werk. Het ware nochtans Alechinsky onrecht aandoen zijn oeuvre daartoe te beperken. Het dramatische en het komische verstrengelen zich in de groteske kunst van heden die een spiegelbeeld is van de huidige mens, 'ein sinnliches Paradox, die Gestalt nàmlich einer Ungestalt, das Gesicht einer Gesichtslosen Welt'."
In 1965 schakelde hij over van olieverf- op acrylschildering, in combinatie met papier dat hij nadien maroufleert op doek. Met zijn eerste acrylschilderij, Central Park, nam hij trouwens deel aan de laatste tentoonstelling van de surrealisten. Vanaf dat ogenblik introduceerde hij ook de voor hem typische 'getekende lijsten': reeksen tekeningen die rondom het centrale werk aangebracht worden alsof het gaat om een stripverhaal met in het midden, als voorpagina, de kern, het onderwerp. In sommige werken werd die omlijsting zelfs belangrijker dan de titelpagina. Een aantal van zijn werken heeft zelfs geen titelpagina meer: het zijn collages van tientallen tekeningen.
Merkwaardig is ook - vanaf de late jaren 80 - de introductie van riooldeksels in zijn werk. Gewapend met papier trok hij de straat op en maakte een 'doordruk' van het deksel (zoals we als kind een muntstuk op papier doordrukten met een potlood), waarrond hij verder speelde en improviseerde.

## Werk in openbare collecties (selectie)
- Rijksmuseum Amsterdam[3]
- De laatste dag, 1964, olieverf op doek, 306 x 506 x 8 cm, Koninklijk Museum voor Schone Kunsten Antwerpen, inv. nr. 3039.
- De trieste draak, acrylverf op doek, 152 x 114 cm, Museum voor Schone Kunsten (Luik)
- Het Cobra Museum Amstelveen (tentoonstelling in 2016-2017 en enkele werken in bruikleen)
- In het Brusselse metrostation Delta hangt het werk 'Sept écritures' in de inkomhal. Dit werk werd gemaakt in samenwerking met Christian Dotremont en hing van 1976 tot 2006 in station Anneessens.[4]

## Eretekens
- België: Officier in de Leopoldsorde, KB 2001

- Bibsys: 90855316
- Biblioteca Nacional de España: XX938460
- Bibliothèque nationale de France: cb118883619 (data)
- Catàleg d'autoritats de noms i títols de Catalunya: 981058520459206706
- CiNii: DA01083670
- Gemeinsame Normdatei: 11864792X
- International Standard Name Identifier: 0000 0001 2283 2076
- KulturNav: a902b014-a6f4-4953-b892-5daf0e428951
- Library of Congress Control Number: n80013070
- Nationale Bibliotheek van Letland: 000077589
- MusicBrainz: c3d6bc7f-be05-49d6-97ed-57dbbb64f1a2
- Musée national d'archéologie, d'histoire et d'art: lkl001816
- Bibliotheek van het Japanse parlement: 00431188
- National Gallery of Victoria: 14800
- Nationale Bibliotheek van Tsjechië: jn20000810122
- Nationale bibliotheek van Australië: 35883732
- Nationale Bibliotheek van Israël: 987007257690405171
- Nationale Bibliotheek van Polen: a0000001181474
- Nederlandse Thesaurus van Auteursnamen: 068609868
- Réseau des bibliothèques de Suisse occidentale: 02-A002917057
- RKD-Nederlands Instituut voor Kunstgeschiedenis: 1025
- LIBRIS: 306180
- SNAC: w6dj68jt
- Système universitaire de documentation: 027268780
- Trove: 1130148
- Union List of Artist Names: 500027985
- Virtual International Authority File: 95854378
- WorldCat: E39PBJvd9yvwtMdR3CvpvqY9Dq